# Дирайр Мардикян
Дирайр Мардикян е арменски духовник.

## Биография
Роден е на 24 май 1930 година в Бейрут със светското име Дикран Мардикян. През 1960 година става архиепископ и оглавява Българската и Румънска епархия на Арменската апостолическа църква.
Умира в София на 11 май 2010 г.